# Asesinato de Pedro Eugenio Aramburu
El asesinato de Pedro Eugenio Aramburu, expresidente de facto de Argentina, fue perpetrado el 1 de junio de 1970 por la organización guerrillera Montoneros. La víctima había sido previamente secuestrada el 29 de mayo de 1970 en su departamento y fue ejecutada en una estancia de Timote, provincia de Buenos Aires.

## Antecedentes
El teniente general Pedro Eugenio Aramburu había sido presidente de facto de la Argentina entre 1955 y 1958, después del golpe de Estado de septiembre de 1955 (autodenominado «Revolución Libertadora»), que derrocó al teniente general Juan Domingo Perón, quien marchó al exilio.

## Hechos
El 29 de mayo de 1970, tres integrantes del Comando Juan José Valle, fingiendo ser militares de custodia, secuestraron al teniente general Pedro Eugenio Aramburu en su departamento de Buenos Aires. Los secuestradores lo llevaron a una estancia localizada en la localidad de Timote, provincia de Buenos Aires.
Ese mismo día, el grupo anunció al público el secuestro y el inicio de un «juicio revolucionario» al expresidente. En dicho juicio, los guerrilleros lo encontraron culpable de numerosos delitos, como los fusilamientos de José León Suárez y el secuestro del cadáver de Eva Perón; fue condenado a muerte.A las 7:00 del 1 de junio de 1970, el jefe del Comando, Fernando Abal Medina, efectuó tres disparos sobre la víctima con una pistola de calibre 9 mm; después le pegó otro tiro con un arma del .45.

## Consecuencias
La muerte de Aramburu causó la caída del presidente de facto Juan Carlos Onganía, quien dejó el poder el 7 de junio de 1970.